# Östra Sundsjön
Östra Sundsjön är en sjö i Filipstads kommun i Värmland och ingår i Göta älvs huvudavrinningsområde. Sjön är 24 meter djup, har en yta på 1,03 kvadratkilometer och befinner sig 255,9 meter över havet.

## Delavrinningsområde
Östra Sundsjön ingår i det delavrinningsområde (665461-139980) som SMHI kallar för Utloppet av Östra Sundsjön. Medelhöjden är 314 meter över havet och ytan är 14,28 kvadratkilometer. Det finns inga avrinningsområden uppströms utan avrinningsområdet är högsta punkten. Vattendraget som avvattnar avrinningsområdet har biflödesordning 5, vilket innebär att vattnet flödar genom totalt 5 vattendrag innan det når havet efter 392 kilometer. Avrinningsområdet består mestadels av skog (75 procent). Avrinningsområdet har 1,17 kvadratkilometer vattenytor vilket ger det en sjöprocent på 8,2 procent.